# Władysław Bieńkowski (podpułkownik)
Władysław Kazimierz Klemens Bieńkowski (ur. 11 grudnia 1894 w Wieliszewie, zm. wiosną 1940 w Charkowie) – podpułkownik dyplomowany piechoty Wojska Polskiego, ofiara zbrodni katyńskiej.

## Życiorys
Urodził się 11 grudnia 1894 w Wieliszewie, w rodzinie Stanisława i Janiny. Do Wojska Polskiego został przyjęty w stopniu podporucznika z byłych Korpusów Wschodnich i byłej armii rosyjskiej. W czasie wojny z bolszewikami walczył w szeregach 2 pułku piechoty Legionów. 1 czerwca 1921 pełnił służbę w Dowództwie 2 Dywizji Piechoty Legionów, a jego oddziałem macierzystym był 2 pp Leg.
Po zakończeniu działań wojennych kontynuował służbę w macierzystym pułku w Pińczowie. 3 maja 1922 został zweryfikowany w stopniu kapitana ze starszeństwem od 1 czerwca 1919 i 1851. lokatą w korpusie oficerów piechoty. Zdał egzamin wstępny do francuskiej Wyższej Szkoły Wojennej w Paryżu (franc. École Supérieure de Guerre), lecz z dniem 1 listopada 1924 został przydzielony z 2 pp Leg. do Wyższej Szkoły Wojennej w Warszawie, w charakterze słuchacza Kursu normalnego 1924/26. Z dniem 11 października 1926, po ukończeniu kursu i otrzymaniu dyplomu naukowego oficera Sztabu Generalnego, został przydzielony do Biura Ogólno Organizacyjnego II wiceministra spraw wojskowych w Warszawie. 23 grudnia 1927 został przeniesiony do kadry oficerów piechoty z pozostawieniem na dotychczas zajmowanym stanowisku. Z dniem 15 września 1929 został przeniesiony służbowo do Biura Inspekcji Generalnego Inspektora Sił Zbrojnych. 2 grudnia 1930 prezydent RP nadał mu stopień majora z dniem 1 stycznia 1931 i 69. lokatą w korpusie oficerów piechoty. Z dniem 25 kwietnia 1934 został przeniesiony do 85 pułku piechoty w Nowej Wilejce na stanowisko dowódcy batalionu. W październiku 1935 został przeniesiony do Departamentu Dowodzenia Ogólnego Ministerstwa Spraw Wojskowych. Na stopień podpułkownika został mianowany ze starszeństwem z 19 marca 1938 i 50. lokatą w korpusie oficerów piechoty. W marcu 1939 pełnił służbę we wspomnianym departamencie na stanowisku szefa Wydziału Psychologiczno-Wychowawczego.
W nieznanych okolicznościach, po agresji ZSRR na Polskę, dostał się do niewoli sowieckiej i został osadzony w obozie w Starobielsku. Wiosną 1940 został zamordowany przez funkcjonariuszy NKWD w Charkowie i pogrzebany potajemnie w bezimiennej mogile zbiorowej w Piatichatkach, gdzie od 17 czerwca 2000 mieści się oficjalnie Cmentarz Ofiar Totalitaryzmu w Charkowie. Figuruje na tzw. liście Gajdideja (poz. 170).
5 października 2007 minister obrony narodowej Aleksander Szczygło mianował go pośmiertnie na stopień pułkownika. Awans został ogłoszony 9 listopada 2007 w Warszawie, w trakcie uroczystości „Katyń Pamiętamy – Uczcijmy Pamięć Bohaterów”.

## Ordery i odznaczenia
- Krzyż Kawalerski Orderu Odrodzenia Polski – 10 listopada 1934 „za zasługi na polu wyszkolenia wojska”[24][18]
- Krzyż Walecznych czterokrotnie[25][18]
- Złoty Krzyż Zasługi[18]
- Srebrny Krzyż Zasługi nr 173 – 28 lutego 1925 „za zasługi położone w dziedzinie wyszkolenia armji Rzeczypospolitej Polskiej”[26][27]
- Medal Zwycięstwa[28]
- Odznaka Pamiątkowa Generalnego Inspektora Sił Zbrojnych – 19 maja 1936